# پاتاکای تیمور پرتغال
پاتاکای تیمور پرتغال (به انگلیسی: Portuguese Timorese pataca) (به زبان بومی: Pataca timorense) یکای پول رایج در کشور مستعمره‌ای تیمور پرتغال است. مسئولیت کنترل این واحد پولی برعهدهٔ قرار دارد.